# Les Bulles de savon animées
Pour plus de détails, voir Fiche technique et Distribution.
Les Bulles de savon animées est un film muet de Georges Méliès sorti en 1906.

## Synopsis
À l’aide d'une coupe, un homme fait apparaître un spectre de femme, qui devient humaine. Deux serviteurs amènent ensuite une table sur laquelle se trouvent deux boîtes. La femme se dresse sur la table. L'homme s’assied et fait des bulles de savon, qui prennent des formes humaines. Les têtes disparaissent, et deux nymphes apparaissent. Elles ont des ailes de papillon. L'homme arrive par derrière, les fait à leur tour disparaître et joue avec les ailes. Les serviteurs ramènent enfin un socle, y fait apparaître une statue de trois femmes, qui deviennent humaines et entourent l'homme. À nouveau seul, il se transforme en bulle qui s'élève dans le ciel avant de revenir par un côté de la scène et de saluer le public.

## Fiche technique
- Titre : Les Bulles de savon animées ou Les Bulles de savon vivantes
- Réalisation : Georges Méliès
- Société de production : Star Film
- Durée : 3 minutes 40 secondes
- Date de sortie : France : 1906

## Distribution
- Georges Méliès